# 유리미인살
《유리미인살》(琉璃)은 2020년 방송되었던 중국의 드라마이다.

## 줄거리
- 천계, 요마계, 인간계의 삼계가 공존하던 시대에 수라왕은 요마 연합군을 결성해 천계를 공격하고 무적의 장군 마살성 나후계도가 앞장서서 천군을 제압한다. 그러나 마지막 전투를 앞두고 갑자기 마살성이 사라지고 전신 장군은 마살성의 심혼을 유리잔에 봉인해 소양산에 숨기고 천계와 요마계의 전쟁이 끝난다. 천 년의 세월이 흘러 5대 문파의 잠화대회가 열리고 태어날 때부터 여섯 가지 감각을 느끼지 못하는 선기는 대회에서 우사봉을 만나 호감을 느끼게 된다

- 인간계: 주연이 수련하는 ‘등사’가 위치한 세계. 다양한 인간들이 갈등하며 살아가는 공간.
- 천계: 사우비의 본래 신분이 금익조로 존재했던 공간. 신족들이 존재하며, 주연의 과거도 이곳과 연관.
- 마계: 후반부에 본격 등장. 파멸과 전쟁, 금기의 장소로, 주연의 전생 정체가 이곳과 깊게 연결되어 있음.

## 등장 인물
- 청이 - 우사봉 역
- 위안빙옌 - 저선기 역
- 류쉐이 - 호진백재 역
- 장위시 - 저영롱 역
- 야오이천 - 정노 역
- 양시쯔 - 소은화 역
- 한청위 - 류의환 역

## 참고 사항
- 중국 현지에서 종영한지 4일만에 채널차이나에서 VOD 저작권을 구입했다 국내 방송일자는 10월 29일 이다
- 해당 드라마는 장쑤 위성 텔레비전을 통해 다시 방송되었다